# Greta Ehrnberg
Greta Sofia Jenner Ehrnberg, född 4 maj 1897 i Stockholm, död 23 december 1990 i Enådal, Rättvik, var en svensk konsthantverkare och målare.
Hon var dotter till köpman Axel Janson och Tekla Westlund samt från 1927 gift med direktör Gösta Ehrnberg.
Ehrnberg studerade vid Högre konstindustriella skolan i Stockholm samt i Paris 1920–1921 och under studieresor till Nord- och Sydamerika samt ett flertal länder i Europa. Hon medverkade med några handtryck på den Internationella Konstindustriutställningen i Paris 1925 som förlänade henne en silvermedalj även vid utställningen med kvinnliga konstnärer i Köpenhamn 1926 tilldelades hon en silvermedalj. Hon medverkade i utställningen svenska akvareller 1925–1947 på Konstakademien i Stockholm. Hennes konst består av företrädesvis landskap i akvarell, teckning, linoleumsnitt och textil. Hon samarbetade med Handarbetets Vänner i Stockholm vid framställandet av gobelängerna för offentlig miljö. Ehrnberg blev 1925 Officier de l'Instruction Publique.
Bland hennes offentliga uppdrag märks vävnaden som hon utförde tillsammans med Edna Martin för Skandinaviska Banken i Simrishamn.
Ehrnberg är representerad vid Nationalmuseum, Malmö museum, Östergötlands museum, Örebro läns museum, Varbergs museum, Landskrona museum, Ystads konstmuseum, Regionmuseet i Kristianstad och Österlens museum.
Makarna Ehrnberg är begravda på Simrishamns gamla kyrkogård.